# 加萊山
69°11′S 70°15′W / 69.183°S 70.250°W
加萊山（英語：Mount Calais）是南極洲的山峰，位於亞歷山大一世島東北部，處於紹卡利斯基灣西北岸，最高點海拔高度2,345米，現時由南極條約體系管理。